# Adobe ImageReady
Adobe ImageReady là một trình biên tập đồ họa bitmap đã ngừng hoạt động, đã được xuất xưởng cùng với Adobe Photoshop trong sáu năm. Nó có sẵn cho Windows, Classic Mac OS và Mac OS X từ 1998 đến 2007. ImageReady được thiết kế để phát triển web và tương tác chặt chẽ với Photoshop.

## Chức năng
ImageReady được thiết kế để phát triển web hơn là thao tác ảnh chuyên sâu về hiệu ứng. Để đạt được điều đó, ImageReady có các tính năng chuyên biệt như tạo ảnh động GIF, tối ưu hóa nén ảnh, cắt ảnh, thêm hiệu ứng cuộn qua và tạo HTML.
Các phiên bản Photoshop mà ImageReady được phát hành có nút "Chỉnh sửa trong ImageReady" cho phép chỉnh sửa hình ảnh trực tiếp trong ImageReady. ImageReady, đến lượt nó, có nút "Chỉnh sửa trong Photoshop".
ImageReady có nhiều điểm tương đồng với Photoshop; nó thậm chí có thể sử dụng cùng một bộ bộ lọc Photoshop. Tuy nhiên, một bộ công cụ không giống với các công cụ Photoshop là bộ Công cụ Bản đồ Hình ảnh, được biểu thị bằng hình dạng hoặc mũi tên có hình bàn tay thay đổi tùy theo phiên bản. Hộp công cụ này có một số tính năng không có trong Photoshop, bao gồm:
- Chuyển đổi chế độ hiển thị bản đồ hình ảnh và chuyển đổi công cụ hiển thị lát cắt: chuyển đổi tương ứng giữa hiển thị và ẩn bản đồ hình ảnh và lát cắt.
- Tùy chọn Export Animation Frames as Files: lưu tất cả hoặc các khung được chỉ định để sử dụng thay thế, ví dụ: vào các slide e-mail để xem lại.
- Công cụ tài liệu xem trước: cung cấp bản xem trước các hiệu ứng cuộn qua trong ImageReady thay vì xem trước chúng trong trình duyệt.
- Xem trước trong công cụ Trình duyệt mặc định: xem trước hình ảnh trong trình duyệt, bao gồm bất kỳ hiệu ứng cuộn qua hoặc hoạt ảnh nào.
- Nút chỉnh sửa trong Photoshop: mở hình ảnh hiện tại trong Photoshop.

## Lịch sử
Adobe ImageReady 1.0 được phát hành vào tháng 7 năm 1998 dưới dạng một ứng dụng độc lập.  ImageReady được đóng gói với Photoshop phiên bản 2.0 đến 9.0 (CS2). Bắt đầu với Photoshop 7, Adobe đã thay đổi số phiên bản của ImageReady thành 7.0.
| Phiên bản  | Ngày phát hành | Đi kèm với    |
| ---------- | -------------- | ------------- |
| v1         | Tháng 7 1998   | —             |
| v2         | Tháng 7 1999   | Photoshop 5.5 |
| v3         | Tháng 10 2000  | Photoshop 6.0 |
| v7         | Tháng 2 2002   | Photoshop 7.0 |
| v8 ("CS")  | Tháng 10 2003  | Photoshop CS  |
| v9 ("CS2") | Tháng 5 2005   | Photoshop CS2 |

Với việc phát hành Creative Suite 3, ImageReady đã ngừng hoạt động. Theo Adobe, các tính năng của ImageReady chỉ được hợp nhất vào Photoshop bởi nhu cầu phổ biến. (Ngay cả trước khi ngừng sản xuất, một số chức năng tối ưu hóa web của ImageReady có thể được tìm thấy trong công cụ Save For Web & Devices của Photoshop.)  Đồng thời, Adobe đã xuất bản Fireworks, vốn là đối thủ cạnh tranh của ImageReady trước khi Adobe mua lại nhà phát triển Macromedia